# نوراشن (هادروت)
گونشلی(نام سابق نوراشن) (ارمنی: günaşli) یک روستا در جمهوری آذربایجان است که در شهرستان خوجاوند واقع شده‌است. گونشلی ۱۱۲ نفر جمعیت دارد.